# Jadson
Jadson Rodrigues da Silva (Londrina, Brasil, 5 de octubre de 1983) es un exfutbolista brasileño que jugaba de centrocampista.

## Biografía
Jadson, que actúa de centrocampista realizando labores ofensivas, empezó su carrera profesional en 2003 en el Clube Atlético Paranaense. Queda subcampeón de Liga en 2004.
En 2005 se marcha a Ucrania para fichar por  el Shakhtar Donetsk, equipo que realizó un desembolso económico de 5 millones de euros para poder traerlo. Su debut en la Liga premier de Ucrania se produjo el 5 de marzo en un partido contra el FC Volyn Lutsk (3-1). En su primer año el equipo conquista la Liga y Jadson contribuyó jugando 19 partidos en los que marcó 6 goles. En la campaña siguiente, en la que Jadson fue titular disputando 30 encuentros oficiales (23 de liga, en los que anotó 7 goles), el Shakhtar vuelve a quedar en lo más alto de la clasificación. En 2008 el equipo realizó una gran temporada y consiguió ganar los tres títulos nacionales: Liga, Copa y Supercopa de Ucrania. El 20 de mayo en Estambul marco, el gol más importante de su carrera, el 2-1 ante el Werder Bremen. Con ese gol su equipo se proclamó campeón de la Copa de la UEFA 2008-09.
En 2014 fue traspasado al Sport Club Corinthians Paulista en un trueque con el delantero Alexandre Pato. Con el equipo paulista consiguió ganar la Serie A en el año 2015, siendo uno de los goleadores de su equipo en la liga con 13 tantos además de ser también el principal asistidor de la competencia con 12 pases gol.

## Selección nacional
Jadson hizo su debut internacional con Brasil el 9 de febrero de 2009, entrando desde el banquillo en una derrota ante Francia por 1-0. Jadson estuvo entre los 23 jugadores que disputaron la Copa América 2011 realizada en Argentina. Él se mantuvo en el banquillo en el primer partido del torneo siendo un empate a 0 con Venezuela, en el siguiente encuentro ante Paraguay el entró en sustitución de Robinho por la banda derecha después de hacerse visible la cojera del jugador por una fuerte falta que recibió en el primer encuentro, él abrió el marcador con un remate de larga distancia permitiendo a la larga ayudar a Brasil a salvar un empate 2-2 en el minuto 89.
Jadson también fue convocado para la Copa FIFA Confederaciones 2013 en su tierra natal. Él hizo una aparición en el torneo, como sustituto en el minuto 73 de Hulk en la final con una victoria 3-0 sobre España.

### Goles internacionales
| #  | Fecha              | Ciudad  | Oponente | Marcador | Resultado | Competencia       | Goles |
| -- | ------------------ | ------- | -------- | -------- | --------- | ----------------- | ----- |
| 1. | 9 de julio de 2011 | Córdoba | Paraguay | 2–2      | Empate    | Copa América 2011 |       |

## Clubes
| Club                       | País    | Año       | Partidos | Goles |
| -------------------------- | ------- | --------- | -------- | ----- |
| Atlético Paranaense        | Brasil  | 2003-2005 | 65       | 21    |
| F. C. Shakhtar Donetsk     | Ucrania | 2005-2012 | 173      | 41    |
| São Paulo F. C.            | Brasil  | 2012-2014 | 56       | 6     |
| S. C. Corinthians Paulista | Brasil  | 2014-2015 | 103      | 24    |
| Tianjin Quanjian           | China   | 2016      | 17       | 4     |
| S. C. Corinthians Paulista | Brasil  | 2017-2020 | 0        | 0     |
| Athletico Paranaense       | Brasil  | 2020-2021 |          |       |
| Avaí F. C. (cedido)        | Brasil  | 2021      |          |       |
| E. C. Vitória              | Brasil  | 2022      |          |       |

## Palmarés

### Títulos regionales
| Título              | Club              | Estado    | Año  |
| ------------------- | ----------------- | --------- | ---- |
| Campeonato Paulista | S. C. Corinthians | San Pablo | 2017 |
| Campeonato Paulista | S. C. Corinthians | San Pablo | 2018 |

### Títulos nacionales
| Título               | Club              | País    | Año  |
| -------------------- | ----------------- | ------- | ---- |
| Liga de Ucrania      | Shakhtar Donetsk  | Ucrania | 2005 |
| Supercopa de Ucrania | Shakhtar Donetsk  | Ucrania | 2005 |
| Liga de Ucrania      | Shakhtar Donetsk  | Ucrania | 2006 |
| Liga de Ucrania      | Shakhtar Donetsk  | Ucrania | 2008 |
| Copa de Ucrania      | Shakhtar Donetsk  | Ucrania | 2008 |
| Supercopa de Ucrania | Shakhtar Donetsk  | Ucrania | 2008 |
| Liga de Ucrania      | Shakhtar Donetsk  | Ucrania | 2010 |
| Supercopa de Ucrania | Shakhtar Donetsk  | Ucrania | 2010 |
| Liga de Ucrania      | Shakhtar Donetsk  | Ucrania | 2011 |
| Copa de Ucrania      | Shakhtar Donetsk  | Ucrania | 2011 |
| Liga de Ucrania      | Shakhtar Donetsk  | Ucrania | 2012 |
| Copa de Ucrania      | Shakhtar Donetsk  | Ucrania | 2012 |
| Supercopa de Ucrania | Shakhtar Donetsk  | Ucrania | 2012 |
| Campeonato Brasileño | S. C. Corinthians | Brasil  | 2015 |
| Campeonato Brasileño | S. C. Corinthians | Brasil  | 2017 |

### Títulos internacionales
| Título                    | Club (*)            | País    | Año  |
| ------------------------- | ------------------- | ------- | ---- |
| Copa de la UEFA           | Shakhtar Donetsk    | Turquía | 2009 |
| Copa Sudamericana         | São Paulo F. C.     | Brasil  | 2012 |
| Copa FIFA Confederaciones | Selección de Brasil | Brasil  | 2013 |

(*) Incluyendo la selección.